# ساول فيلالوبوس
ساول فيلالوبوس (بالإسبانية: Saúl Villalobos)‏ هو لاعب كرة قدم مكسيكي في مركز الوسط، ولد في 26 يونيو 1991 في مدينة مكسيكو في المكسيك. شارك مع منتخب المكسيك تحت 20 سنة لكرة القدم. أما مع النوادي، فقد لعب مع كلوب ليون ونادي أطلس ونادي بويبلا ونادي تيكوس.

## وصلات خارجية
- ساول فيلالوبوس على موقع الاتحاد الدولي (مؤرشف)  (الإنجليزية)
- ساول فيلالوبوس على موقع قاعدة بيانات كرة القدم.إي يو (الإنجليزية)
- ساول فيلالوبوس على موقع Soccerway.com (الإنجليزية)
- ساول فيلالوبوس على موقع عالم كرة القدم.نت (الإنجليزية)
- ساول فيلالوبوس على موقع AS.com (الإسبانية)